# Романовская Империя
Рома́новская Импе́рия (англ. Romanov Empire), также Сувере́нное Госуда́рство Импера́торский Престо́л — виртуальное государство, провозглашённое в 2011 году российским политиком Антоном Баковым под названием Росси́йская Импе́рия. Первоначально позиционировалось как «единственный правопреемник государства, основанного Отцом Отечества Императором Всероссийским Петром Великим» (Российской Империи). В 2014 году государство согласился возглавить член императорского дома Романовых принц Карл-Эмих Лейнингенский, потомок российского императора Александра II: для этого он перешёл из лютеранства в православие, что дало ему право на наследование исторического российского престола в соответствии с законами Российской Империи о престолонаследии (он был коронован под именем Николай III). С этого времени государство отказалось от ранее заявлявшихся претензий на российское наследие и объявило себя всемирным центром консолидации христианских монархистов (Баков — лидер Монархической партии РФ). Наличие во главе государства легитимного наследника императорского дома позволило Бакову начать переговоры с другими государствами о признании суверенитета. В числе таких государств — Албания, Македония, Черногория, Антигуа и Барбуда, Гамбия и Кирибати. От властей Кирибати в 2017 году было получено предварительное согласие, что вызвало оживлённую реакцию мировых СМИ. В декабре того же года Баков объявил о подписании соответствующего соглашения с властями Гамбии, однако власти Гамбии вскоре это опровергли. Ход всех переговоров Баков детально описал в своей книге 2019 года «Государство — это ты!».

## Российская Империя
«Российская Империя» была провозглашена Баковым в 2011 году и существовала в таком качестве до 2014 года. Она позиционировалась как «федеративная конституционная монархия, состоящая из регионов» и «единственный правопреемник государства, основанного Отцом Отечества Императором Всероссийским Петром Великим» (Российской Империи). «Российская Империя» «по праву первооткрывателя претендовала на ряд незаселенных территорий, открытых Российским Императорским флотом, и не вошедших в состав государств, отделившихся от империи (Финляндия, Польша и бывшие республики СССР)» — в частности, на Антарктиду и атолл Суворова в Тихом океане (всего 17 территорий). «Российская Империя» имела собственное законодательство, органы управления и выдавала паспорта своим гражданам (подданным).
В 2012 году Баковым была основана Монархическая партия РФ, которая в 2013 году объявила об обретении наследника императорского всероссийского престола — им стал потомок Александра II Князь Императорской крови Николай Кириллович, принявший это имя после перехода из лютеранства в православие, что дало ему право на наследование престола в соответствии с Основными государственными законами Российской Империи. Право принца Лейнингенского на наследование российского престола в случае принятия им православия признают такие современные исследователи русского монархизма как М. В. Назаров, С. В. Думин и Е. В. Алексеев, причём последний подчёркивает: «Создаётся впечатление, что данный вопрос крайне запутан и неоднозначен. Вовсе нет. Просто надо чётко следовать букве и духу закона, а не пытаться их подстраивать в угоду своим политическим пристрастиям или околонаучным концепциям».
Николай Кириллович был провозглашён регентом «Российской Империи» и членом наблюдательного совета Императорского дворцового фонда, а его день рождения — 12 июня, — совпадающий с проводящимся в РФ Днём России, был объявлен Императорским днём. 5 июля 2013 года Баков объявил о предоставлении гражданства Российской Империи известному американскому диссиденту Эдварду Сноудену, у которого ранее был аннулирован паспорт США и который в этот период пытался получить политическое убежище.

## Суверенное Государство Императорский Престол

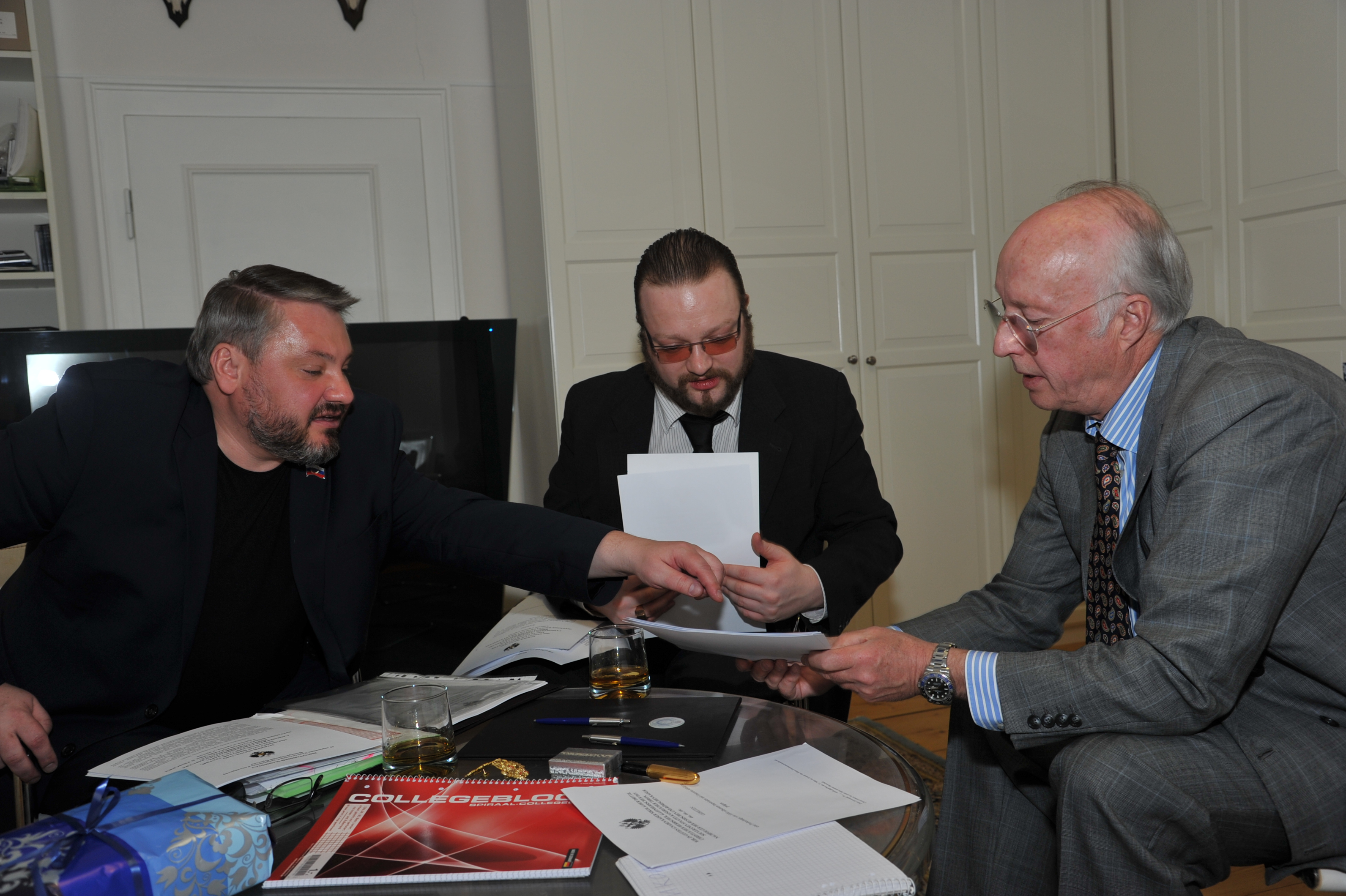
Антон Баков и Николай Кириллович Романов подписывают учредительные документы Суверенного Государства Императорский Престол

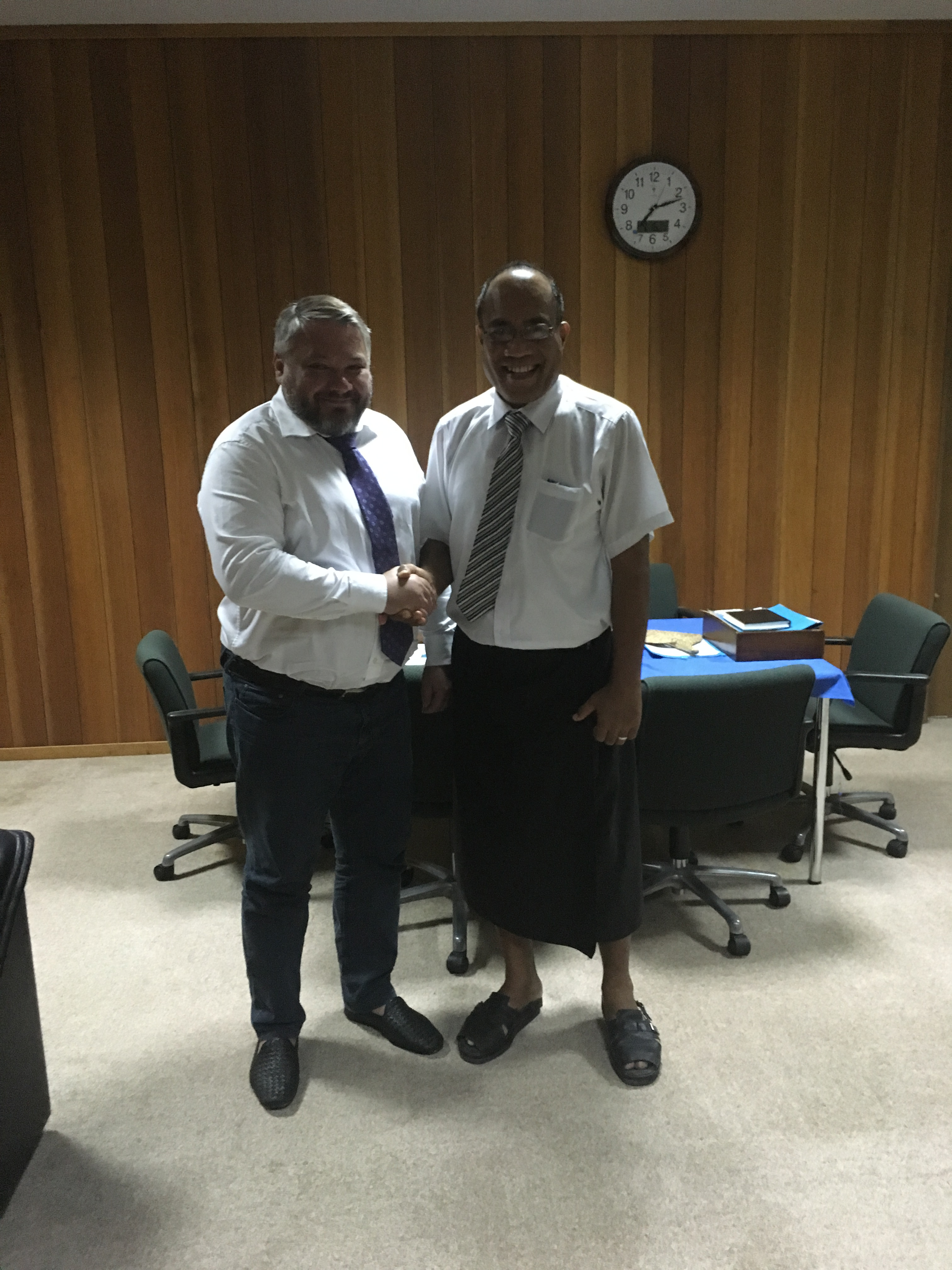
Антон Баков на переговорах с президентом Кирибати Танети Маамау

К идее монархической природы власти Баков пришёл в результате собственных исследований, результаты которых он изложил в книге 2013 года «Идолы власти». В 2014 году Баков представил новую книгу-исследование «Золотая булла 2014 года. Монархический план возрождения России», которую называет подведением итогов эволюции своих политических воззрений. В ней он выводит преемственность христианского императорского престола от римского императора Константина Великого и объявляет Николая Кирилловича единственным современным наследником этого престола. Согласно выводам Бакова, с точки зрения международного права, по аналогии с государством Святой Престол (Ватикан), такой престол является носителем государственного суверенитета безотносительно наличия других атрибутов, таких как территория и население. В связи с этим Николай Кириллович был объявлен императором Николаем III, на что было получено его согласие, и на основании его юридического статуса было провозглашено Суверенное Государство Императорский Престол. Баков рассматривает эту конструкцию как базу для единого центра консолидации христианских монархистов в глобальном масштабе, в связи с чем из названия престола был исключён термин «Всероссийский». Баков также указывает, что ранее Карл-Эмих «длительное время был предпринимателем», но сейчас «находится на Престоле, и другая деятельность для него закрыта». С целью «консолидировать патриотов, которые сохранили или обрели верность Императорскому престолу» была начата работа по интеграции «Российской Империи», Монархической партии и других смежных структур вокруг этого государства. В опубликованном от имени Николая III манифесте, в частности, заявляется: «Божией Милостью нераздельный Наш Престол объединяет и Восток, и Запад, и все Христианское Наследие Римской Империи, а также вновь обретенные многие земли и народы Христианского Мира в Новом Свете, Африке, Австралии и на островах. <…> Мы воздвигаем Престол Римских, Византийских и Российских Императоров, как оплот Христиан, защиту Веры, Традиций и Наследия предков. И да придут к Нам все верные Господу».
Бывший в «Российской Империи» премьер-министром, в Суверенном Престоле Баков был назначен премьером и эрцканцлером. В конце 2015 года в связи с 50-летием Бакова Николай III подарил ему фамильную икону дома Романовых с изображением святой Екатерины и присвоил наследуемый титул Светлейший князь (это 42-е пожалование такого титула в России).
В интервью «4 каналу» 2 июня 2014 года Баков сообщил о приобретении в Черногории участка земли рядом с городом Никшич, «вдвое превышающего территорию Ватикана» (80 га) — участок предполагается сделать основной территорией государства и резиденцией императора. Баков также сообщил о переговорах с властями Черногории по вопросу о признании и планах по вступлению в ООН, и указал на то, что обретение Черногорией независимости в 1878 году было связано с действиями Александра II, прапрапрадеда Карла-Эмиха. По словам Бакова, на территории уже создана дорожная инфраструктура, ожидается закладка дворцового и церковного комплексов, вокруг которых «будут располагаться дома и офисы».
Также Баков сообщил о переговорах о сотрудничестве с властями соседней Македонии — в частности, он встретился с премьер-министром этой страны Николой Груевским, — а также с властями Албании. В сентябре 2015 года на 70-й сессии Генассамблеи ООН в Нью-Йорке Баков провёл аналогичные переговоры с президентом Гамбии Яйя Джамме. Кроме того, проводятся встречи с македонским и черногорским духовенством. Осенью 2015 года прошли переговоры с руководством Антигуа и Барбуды, весной и осенью 2016 — Республики Кирибати. В начале 2017 года новозеландская радиостанция Radio New Zealand сообщила о предварительном согласии правительства Кирибати продать Бакову три необитаемых острова: Молден, Каролайн и Старбак. Это вызвало оживлённую реакцию множества мировых СМИ. На наибольшем по площади острове Молден (64 кв. км) планировалось начать строительство туристической инфраструктуры и рыбных заводов, инвестировав в общей сложности 350 миллионов долларов США. Условия переговоров предполагали, что власти Кирибати передают государственным структурам Бакова все государственные функции кроме обороны, антитеррористической безопасности и таможни. По словам жены Бакова Марины, в новом государстве «смогут селиться недовольные политикой Владимира Путина россияне».

## Романовская Империя
В процессе переговоров с властями Кирибати была переработана и дополнена концепция Суверенного Престола как центра консолидации христианских монархистов на базе концепции римско-византийского наследия. В связи с главенствующей ролью Дома Романовых на российском престоле в последние столетия и наличием легитимного наследника Романовых во главе государства в документах и СМИ стало применяться также название Романовская Империя (англ. Romanov Empire). В октябре 2017 года это название было признано равнозначным прежнему названию.
Романовская Империя — единственное государственное образование в мире, где верхняя палата парламента Государственная Дума формируется на основе демархии.
В сентябре 2017 года Баков объявил о намерении баллотироваться на пост президента России на выборах 2018 года от Монархической партии, в связи с чем, среди прочего, дал программное интервью «Новой газете». В нём он сообщил о том, что переговоры в Кирибати были саботированы местной оппозицией, которая настроила население против проекта при первоначальном согласии с ним государственного руководства. Также Баков сообщил о продолжении переговоров с новыми властями Гамбии, где президента Яйя Джамме в 2017 году сменил Адам Бэрроу. 6 декабря на пресс-конференции в Екатеринбурге Баков сообщил об успехе этих переговоров, приурочив их к 100-летию Октябрьской революции.
Гамбийский проект предусматривал создание насыпных островов вблизи гамбийской столицы Банжула. На новой территории предполагалось строительство первого в Африке «смарт-сити» Сент-Николс, национальной валютой был объявлен биткойн; планировалось привлекать инвестиции при помощи ICO. Однако 12 декабря власти Гамбии сделали заявление, что не давали своего согласия на проект. В 2019 году Баков издал книгу «Государство — это ты!», в которой подробно описал ход всех своих переговоров с властями вышеупомянутых государств. По его словам, в Гамбии он стал жертвой мошенников, тесно связанных с государственным аппаратом, которые организовали ему необходимые переговоры, но скрылись после получения первых денег. Баков направлял властям заявление о том, что может инициировать международное полицейское расследование в связи с этим.
В 2020 году Баков описывал ситуацию так: «Изначально мы предполагали, что если поможем населению бедных государств, то сможем договориться с властями. Но оказалось, что бедные страны потому и бедные, что правительству плевать на людей. Я имею в виду Гамбию, Македонию, Черногорию. На поддержки этих правительств я потратил более пяти миллионов долларов и не получил результата». В итоге в 2020 году Баков объявил о том, что будет «работать в нейтральных водах»: в Средиземном море «в 40 минутах пути от Венеции» он собирается создавать искусственные острова в рамках нового проекта «Ноев Ковчег» (Arca Noë), присоединившись таким образом к движению систейдинг. Все подданные Романовской Империи автоматически становятся участниками этого проекта.
В 2022 году страна была заморожена Антоном Баковым.